# Freden i Novgorod (1537)
 For alternative betydninger, se Freden i Novgorod. (Se også artikler, som begynder med Freden i Novgorod)
Freden i Novgorod underskrevet i 1537 af Storfyrstendømmet Moskva og Sverige var en våbenhvile med gyldighed for 60 år. Freden varede indtil udbruddet af den Svensk-russiske krig (1554–1557), som blev afsluttet med indgåelse af Freden i Novgorod (1557), med gyldighed frem til 1597.